# Brazilianiet
Het mineraal brazilianiet is een fosfaat dat typisch geel tot groen is.

## Eigenschappen
Het monokliene mineraal heeft een gemiddelde dichtheid van 2,98, een hardheid van 5,5 en een witte streep.

## Naamgeving
De naam van het mineraal is afgeleid van het gebied waar het voor het eerst gevonden werd (Brazilië).

## Voorkomen
Het wordt het vaakst gevonden in fosfaatrijke pegmatieten, in de vorm van perfecte kristallen. De enige bekende vindplaats van brazilianiet is in de omgeving van Conselheiro Pena, in de deelstaat Minas Gerais in Brazilië. De voorbije jaren heeft deze plaats mineralen van grote kwaliteit opgeleverd, met perfect gevormde kristallen van een ongewone grootte.
Sommige van deze mineralen zijn gevonden op muscoviet (met sterke zilverglans), ingegroeid in het moedergesteente. Dergelijke specimina worden niet vermalen tot grondstof, maar vinden hun weg naar musea en privécollecties. De meest exquisiete kristallen, donker groenachtig-geel tot olijfgroen, zijn soms tot 12 cm lang en 8 cm breed. Kristallen met gelijkwaardige vorm en grootte zijn ontdekt op een andere plaats in Minas Gerais, nabij Mantena, maar deze hebben geen perfect gevormde kristallen. Het mineraal is erg populair bij verzamelaars.